# Jan de Reeper
Joannes ("Jan") de Reeper M.H.M. ('s-Hertogenbosch, 19 november 1902 – Oosterbeek, 28 november 1980) was een Nederlands geestelijke en een bisschop van de Rooms-Katholieke Kerk.
De Reeper werd op 17 juli 1927 tot priester gewijd bij de Missionarissen van Mill Hill. Van 1927 tot 1933 was hij leraar in Hoorn. In 1933 ging hij naar Kenia, waar hij werkzaam was in het vicariaat Kisumu.
De Reeper werd op 15 januari 1960 benoemd tot apostolisch prefect van het bisdom Ngong. Op 16 januari 1964 werd hij benoemd tot bisschop van Kisumu; zijn bisschopswijding vond plaats op 19 maart 1964.
De Reeper ging op 20 maart 1976 met emeritaat. Hij keerde daarna terug naar Nederland, waar hij in 1980 op 78-jarige leeftijd overleed in het Mill Hill-missiehuis Vrijland in Oosterbeek.